# Polygala grandiflora
Polygala grandiflora är en jungfrulinsväxtart. Polygala grandiflora ingår i släktet jungfrulinssläktet, och familjen jungfrulinsväxter.

## Underarter
Arten delas in i följande underarter:
- P. g. grandiflora
- P. g. krugii
- P. g. angustifolia